# Château d'Éguzon-Chantôme
 (novembre 2018).
Si vous disposez d'ouvrages ou d'articles de référence ou si vous connaissez des sites web de qualité traitant du thème abordé ici, merci de compléter l'article en donnant les références utiles à sa vérifiabilité et en les liant à la section « Notes et références ».
Le château d'Éguzon, situé à Éguzon-Chantôme, dans le département français de l'Indre, était à l'origine une forteresse fondée au XIIe siècle.

## Histoire
Au XVIIe siècle, elle comprenait des douves entourées de hautes murailles flanquées de huit tours. À l'intérieur se trouvait le pavillon, des corps de logis, des écuries, une grange et une fuye. De ces éléments subsistent : les enceintes, deux des tours ayant conservé leurs toitures. Les tours comportent de un à trois étages consistant en salles de tir et de défense. Certaines tours sont particulières, dotées d'un éperon au-dessus des douves. Le portail à mâchicoulis existe encore, mais le pont-levis a été maçonné. 
À l'intérieur de l'enceinte se trouvent des bâtiments modernes : manoir et bergerie du XVIIIe siècle, communs du XIXe siècle, le tout rebâti sur le corps de logis du XVe siècle et sur les restes du chastel du XIIe siècle. 
L'ensemble conserve peut-être des salles et galeries souterraines non encore explorées (Source : Châteaux de France).
Les vestiges du château sont inscrits au titre des monuments historiques par arrêté du 17 mai 1974.
En 1791, Martial-César Morel de Fromental et son épouse Marie-Claude Boucher, vendirent à Denis-Louis-Joseph Robin de Scévole, président du district d'Argenton, et à son épouse Marie Jannebon, moyennant cent deux mille livres, dont 64 990 payées comptant. (acte passé en l'étude Dauthy, notaire).
Le château et ses dépendances consistaient alors en :
- un manoir, au rez-de-chaussée : deux salles, une cuisine, une entrée, une cave, aux étages : cinq chambres, un grenier, etc.,
- une vaste cour et un grand jardin environné de vieux murs, tours et fossés,
- une écurie, une serre, des communs, un logement de gardien,
- plus un étang appelé le petit étang d’Éguzon, une garenne, les métairies d’Éguzonnet, de la Verrière, de Péguéfier, le moulin du Breuil-Genest, ceux de l'étang, de Chambon, de Fougères, la tuilerie d’Éguzon, la halle, le marché et four en dépendance, etc.

Denis Robin de Scévole transmit à son fils François Louis Joseph Robin de Scévole, qui se défit peu à peu de cette propriété. Il vendit d'abord les métairies ; mais les terres étaient à cette époque à très bas prix. Plusieurs domaines furent achetés sur le prix de cinq francs les 8 ares (la boisselée) ; tandis que l'arpenteur prélevait une quinzaine de francs d'honoraires pour la même superficie.
François de Scévole revendit le château d'Éguzon en 1823 à Joseph Delacou, dont une fille Pauline Delacou épousa à Éguzon, en 1842, Joseph-Alexandre Huart, notaire à Argenton, fils de Jacques-Joseph Huart, ancien officier de cavalerie, et de Marie-Anne Blanchard.
La famille Huart posséda le château d’Éguzon jusqu'à la fin du XIXe siècle, mais elle ne l'habita qu'accidentellement. Elle la vendit en mars 1899 à Athanase Bassinet (né à Chantôme en 1850, mort à Paris en 1914), entrepreneur de bâtiment, qui restaura le manoir et ses dépendances. Athanase Bassinet fut maire de Chantôme, président du conseil général de la Seine, Sénateur et maire du XVe arrondissement de Paris. La famille de sa fille Jeanne Régy née Bassinet qui en hérita l'occupa durant tout le XXe siècle.

## Valorisation du patrimoine
La commune l'a racheté en 2000 et y a installé, après restauration, les bureaux de la mairie à l'intérieur du manoir du XVIIIe siècle.	
Les communs du château et l'écurie abritent le musée de la Vallée de la Creuse. Musée d'arts et traditions populaires, le Musée de la Vallée de la Creuse est consacré au patrimoine rural et abrite une belle collection d'objets ethnologiques provenant de la moyenne vallée de la Creuse. Au cœur des remparts de l’ancien château d’Éguzon, le musée vous invite à découvrir ce que fut le quotidien des habitants du Sud-Berry (de Badecon à Crozant) de la fin du XVIIIe siècle jusqu’au milieu du XXe siècle. Leur histoire, leurs traditions, leurs modes de vie et de travail sont évoqués.